# Mentuhotep II.
Mentuhotep II. byl egyptským faraonem 11. dynastie. Vládl přibližně v letech 2009–1959 př. n. l. a je považován za zakladatele Střední říše.
Po sjednocení Egypta přijal oficiální titulaturu faraóna se všemi atributy, bílou korunou Horního Egypta (hedžet), červenou korunou Dolního Egypta (dešret) a posvátnou pokrývkou (chepreš)
|          |     |
| \| \| \| |     |
|          |     |
| N5 · V30 | Aa5 |

| N5 · V30 | Aa5 |

|                |                |     |              |
| \| \| \| \| \| |                |     |              |
|                |                |     |              |
| N5 · G38       | Y5 · N35 · V13 | G43 | R4 · X1 · Q3 |

| N5 · G38 | Y5 · N35 · V13 | G43 | R4 · X1 · Q3 |

|          |     |
| \| \| \| |     |
|          |     |
| N5 · V30 | Aa5 |

| N5 · V30 | Aa5 |

|                |                |     |              |
| \| \| \| \| \| |                |     |              |
|                |                |     |              |
| N5 · G38       | Y5 · N35 · V13 | G43 | R4 · X1 · Q3 |

| N5 · G38 | Y5 · N35 · V13 | G43 | R4 · X1 · Q3 |

|          |     |
| \| \| \| |     |
|          |     |
| N5 · V30 | Aa5 |

| N5 · V30 | Aa5 |

|                |                |     |              |
| \| \| \| \| \| |                |     |              |
|                |                |     |              |
| N5 · G38       | Y5 · N35 · V13 | G43 | R4 · X1 · Q3 |

| N5 · G38 | Y5 · N35 · V13 | G43 | R4 · X1 · Q3 |

|          |     |
| \| \| \| |     |
|          |     |
| N5 · V30 | Aa5 |

| N5 · V30 | Aa5 |

|                |                |     |              |
| \| \| \| \| \| |                |     |              |
|                |                |     |              |
| N5 · G38       | Y5 · N35 · V13 | G43 | R4 · X1 · Q3 |

| N5 · G38 | Y5 · N35 · V13 | G43 | R4 · X1 · Q3 |

## Vláda

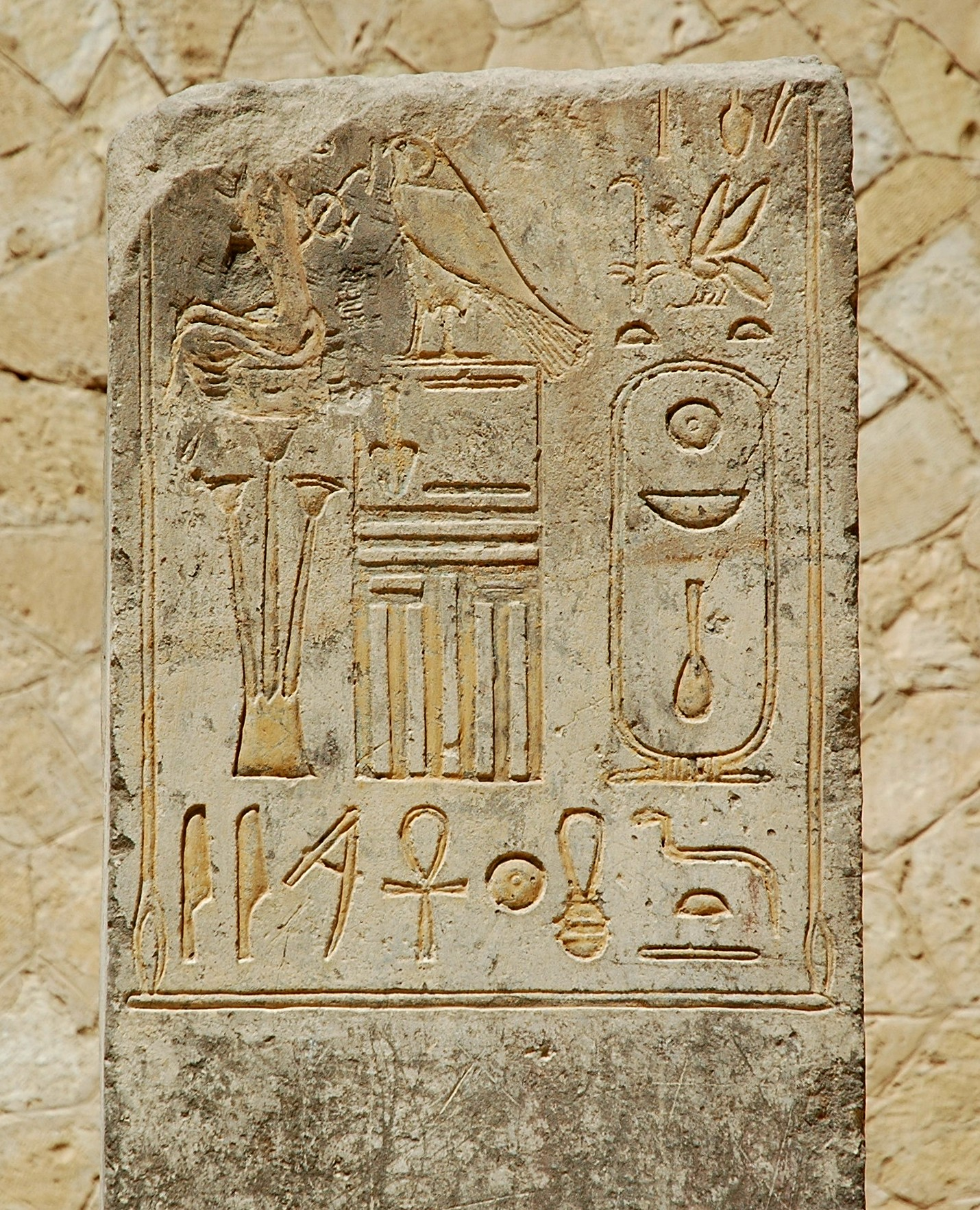
Sloup s reliéfem z haly dolního sloupu zádušního chrámu Mentuhotepa II v Deir el-Bahari

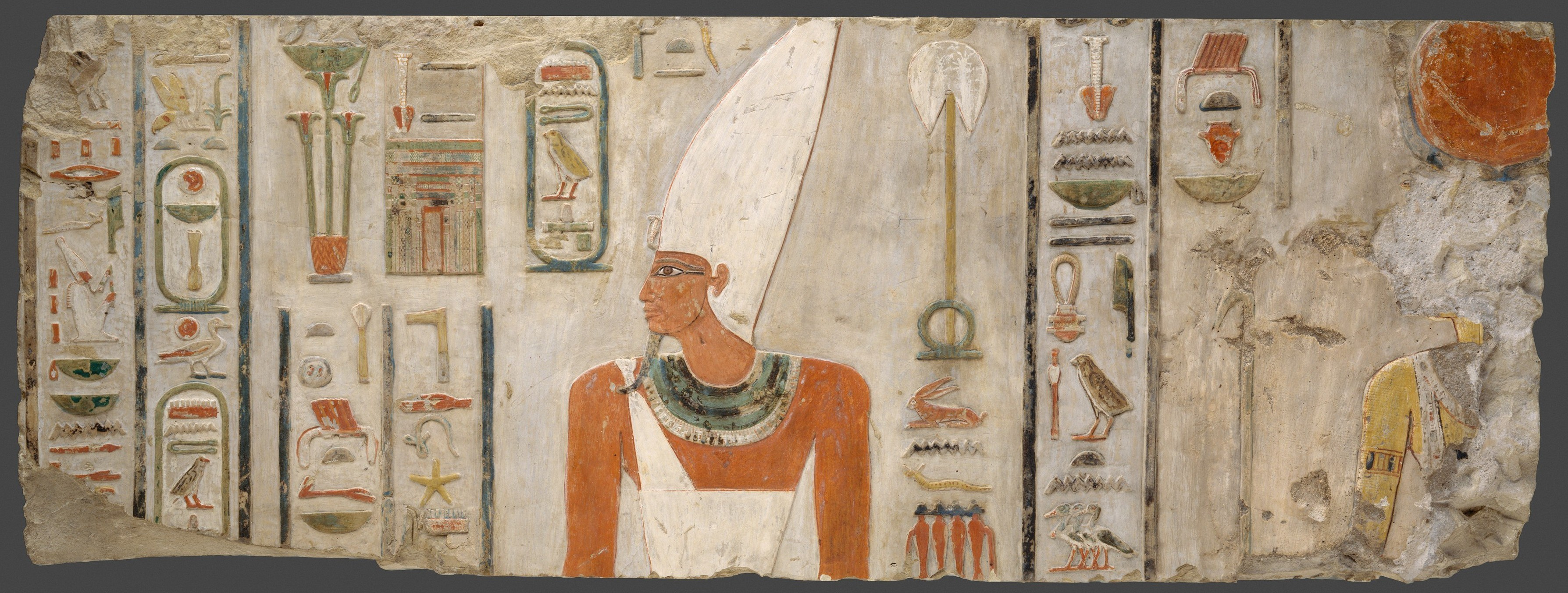
Mentuhotep II. faraon

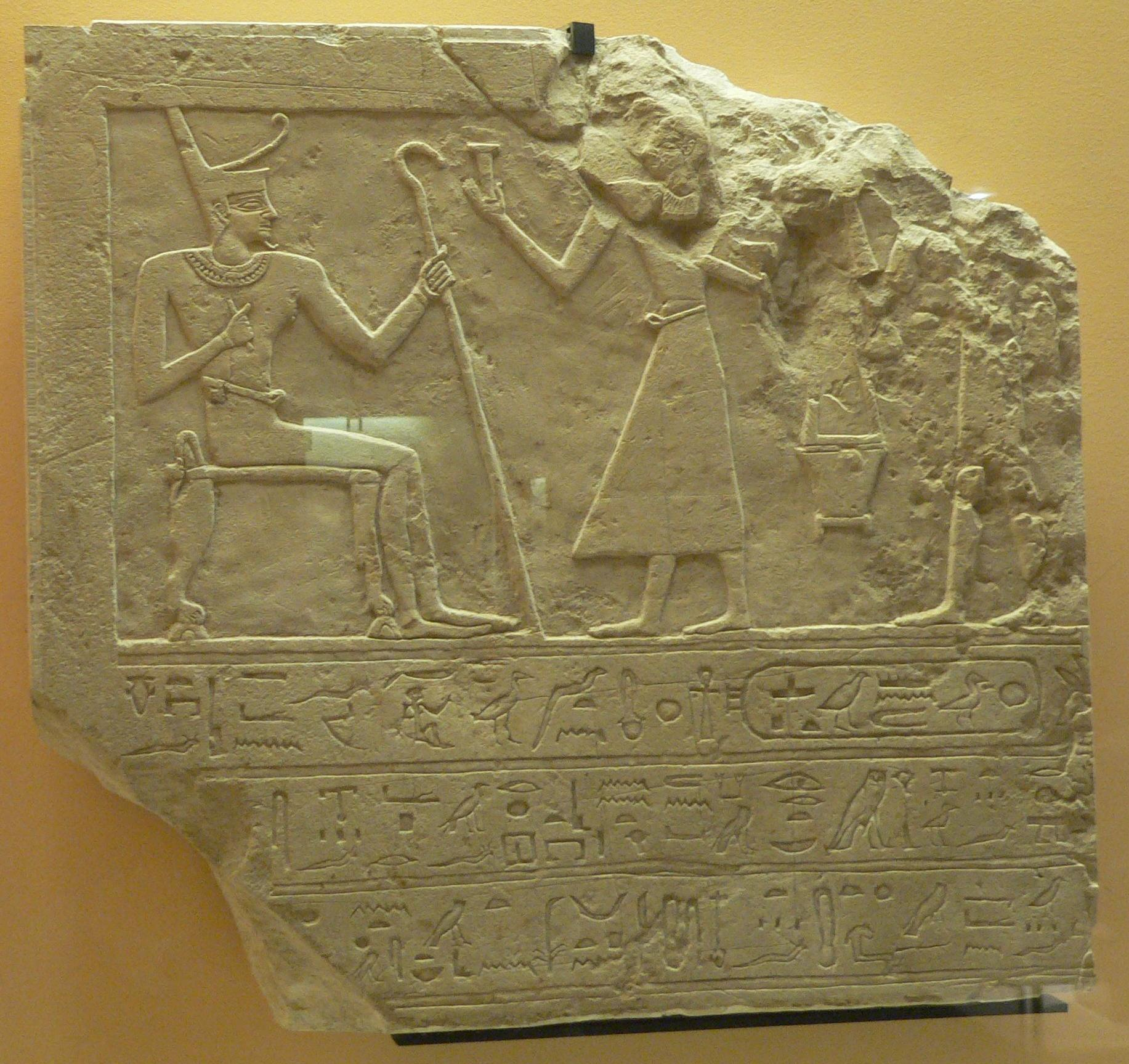
Metuhotep přijímá obětiny

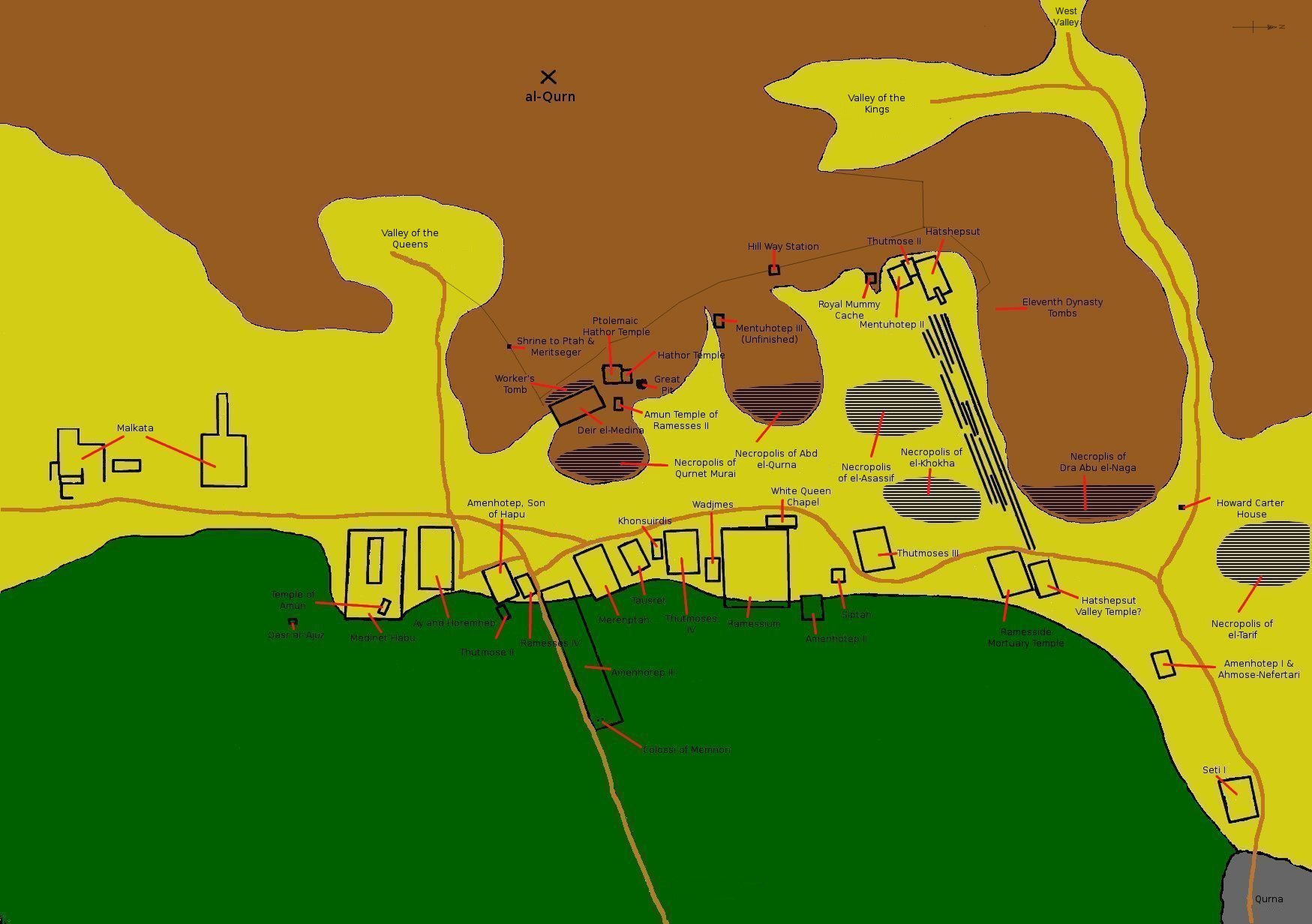
Mapa vesetské nekropole

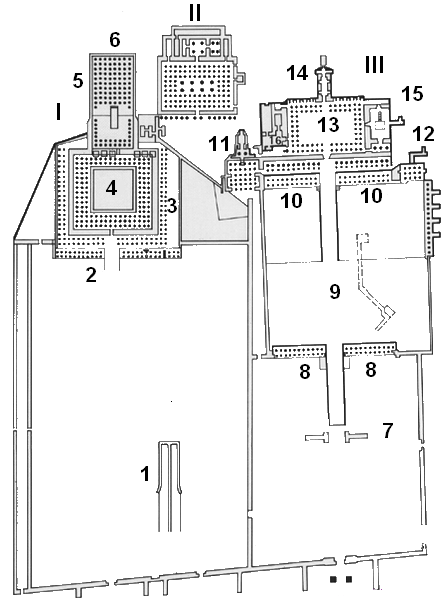
Mapa chrámu v Der el-Baharí

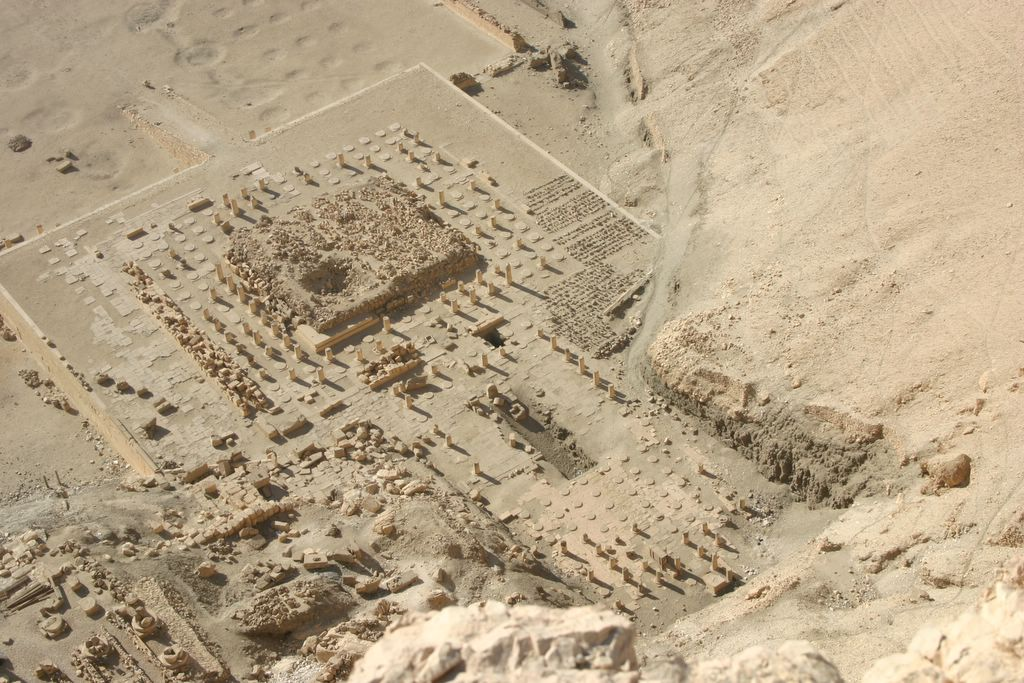
Zádušní chrám Mentuhotepa II.

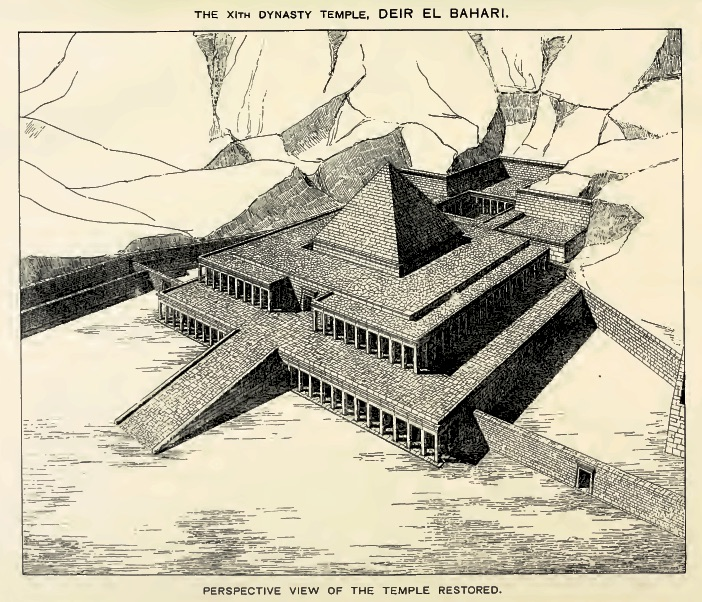
Rekonstrukce, model chrámu, Eduard Naville

Vleklé soupeření mezi vládci ve Vesetu a Nechenu, ale také v Mennoferu s prvky občanské války v První přechodné době o vládu nad Egyptem, byly charakteristické pro vlády 7.–11. dynastie. Vládci Vesetu, zřejmě již za vlády Antefa III., otce Mentuhotepa II., a úmrtí vládce v 10. dynastii Merikare v Nechenu a trvalému oslabení vlivu Mennoferu, vedly k celkovému rozpadu vládních struktur. Vládci ve Vesetu, Antef II. který vládl téměř půl století, a jeho následník Antef III., upevnili svoji moc ve středním a Dolním Egyptě a Mentuhotep II. ve 14. roce své vlády vojenskými výboji na severu dosáhl sjednocení Egypta pod jednou centrální vládou Vesetu, včetně obnovení nadvlády v Núbii. Záznam o tomto období byl nalezen v hrobce hodnostáře Anchtifi ve vesetské nekropoli.
Mentuhotep II. během své vlády podnikal nájezdy do Núbie, která se na konci Staré říše vymanila z egyptské nadvlády. Nápis na stavebním bloku z Dér el-Ballátu, na ostrově Elefantina sděluje, že obsadil tuto pevnost a odkud mohly být jednotky posílány na jih a strážit nilskou cestu. Kromě Núbie také udržoval pravidelné spojení s Byblem, odkud nechal dovážet cedrové dřevo na stavbu lodí. Zejména po době sjednocení, přibližně po 14. roce své vlády, zadal Mentuhotep II. stavbu několika sakrálních staveb. Byly to chrámy a kaple v Dendeře, Abydosu, na ostrově Elefantině, v Asuánu a Vesetu.
Významně pozměnil chod státních struktur, které byly rozvolněny nárůstem správních úředníků v dílčích provincií a soupeřením nomarchů, ke kterým došlo již za vlády Pepiho II. za 6. dynastie, což byla vlastně jedna z příčin kolapsu Staré říše a anarchie v Prvním přechodném období. Mentuhotep II. potvrdil vládce Horního a Dolního Egyptu, radikálně snížil počet nomarchů. Posílil vliv několika centrálních úředníků pověřených řízením ekonomických a mocenských struktur. Kancléřem a pokladníkem se stal velmož Meketre. Jmenoval velmože Meru vrchním královským soudcem, vezírem a správcem majetku, velmože Henenu (hrobky TT313) a vezíra Cheteje (hrobka TT 311).
| G17 | D21 · Z1 | O1 · F32 |

| G17 | D21 · Z1 | O1 · F32 |
| M17 | M10 · Aa1 | Z4 · D21 | Aa1 | Q1 | t · Z1 · F32 | M17 | M17 | T35 | U36 |

| M17 | M10 · Aa1 | Z4 · D21 | Aa1 | Q1 | t · Z1 · F32 | M17 | M17 | T35 | U36 |
Správa Egypta se stabilizovala a po několika následnících shodného jména Mentuhotep se vlády v prosperující říši ujali panovníci 12. dynastie s centrem v Dolním Egyptě a lokálně v oáze Fajjúm.

## Zádušní chrám
| G25 | Q1 | t · Z2 | M17 | Y5 · n | G7 | O24 |

| G25 | Q1 | t · Z2 | M17 | Y5 · n | G7 | O24 |
Zádušní chrám v Dér el-Bahrí připisovaný 11. dynastii byl podrobněji archeologicky zdokumentován Eduardem Navillem a popsán v jeho třech stěžejních publikacích. Pozdější a podrobný popis, včetně celkové nivelizace a popisu architektury, zpracoval Dieter Arnold. Hrobky v blízkosti zádušního chrámu, případně v blízké lokalitě Assif, jsou pečlivě evidovány a popsány v práci Marty Kaczanowicz.
Hieroglyfické nápisy identifikované v nekrálovských hrobkách ve vesetské nekropoli, včetně jejich anglické transkripce, zpracoval Gardiner. Zádušní chrám Mentuhotepa II. v Deir el-Bahrí byl předmětem zkoumání několika archeologických expedicí, které poskytly cenné, komplexní informace o tomto pohřebním komplexu ve Vesetu. Jednou z nejdiskutovanějších stavbou je rekonstrukce objektu v centrální oblasti, „jádro budovy“. Rozbor a diskuzi poskytli Eduard Naville a Herbert Winlock, kteří předkládali argumenty, že původně to byl nějaký druh pyramidy. Zpřesněnou studií, podloženou novým podrobným průzkumem vycházející z prací Metropolitního muzea umění v New Yorku, předložil Dieter Arnold s tím, že centrální struktura byla ve skutečnosti čtvercová budova podobná mastabě zdobená konkávní římsou (cavetto). Nejpravděpodobněji to byla chrámová stavba s korunovou pyramidou, vycházející z tradice podobných staveb v 5.dynastii. Zbytky obložení se nezachovaly, byly recyklovány v pozdějších stavbách včetně chrámu královny Hatšepsut, postaveného stavitelem Senenmutem téměř o 500 let později.
Chrám Mentuhotepa II. byl tvořen svatyní s nádvořím. Půdorys svatyně měl rozměry ~40×22 m, její strop byl podepírán 108 sloupy. Z nádvoří k pohřební komoře vedla podzemní chodba, měřící zhruba 150 m, která vede dolů do velké podzemní komory 45 m pod dvorem, nepochybně pohřební komory krále. Tato komora byla obložena červenou žulou. Chrám byl stupňovitý. Jeho dolní část měla rozměry 60×50 m, horní 42×40 m. Obě lemovaly sloupové kolonády tvořené přibližně 254 sloupy. Na středu střechy horní části byla symbolická pyramida, jejíž základna měřila 21×21 m, neměla příliš velkou výšku. Hlavní osa chrámu směřoval k bodu zimního slunovrat. Z nalezených artefaktů je nejcennější torzo sochy Mentuhotepa II. ve výrazném červeném zbarvení. Další části téže sochy byly nalezeny v jiných muzeích a restaurovány do současně prezentovaného celku, vystaveném v Egyptském muzeu v Káhiře. Eduard Naville nalezl v sále zádušního chámu obětní stůl se jménem Mentuhotepa II.
Zádušní chrám byl budován postupně, jeho základy se odhadují již do doby vlády Antefa II., ve druhé fázi se postavila hrobka a kaple, ve třetí fázi to byla kaple královen a rekonstruována hrobka. Později byl dostavěn sloupový sál a v období nástupu vlády Mentuhotepa II. byl včleněn votivní deposit s již nově přijatou titulaturou faraona. V poslední stavební fázi se dostavěla plocha nádvoří a chrámová terasa a zahrada s královskými sochami.
Nástupci Mentuhotepa II., Mentuhotep III. a Mentuhotep IV., vládli jen krátce, a jejich dynastická éra se úmrtím Mentuhotepa IV. skončila. Vlády se zmocnil vezír za vlády Mentuhotepa IV., Amenemhet I., zakladatel 12. dynastie se sídlem v Dolním Egyptu v úrodné oáze Fajjúm.